# کاوینگتون (واشینگتن)
کاوینگتون (به انگلیسی: Covington) شهری در شهرستان کینگ ایالت واشنگتن است که در سرشماری سال ۲۰۱۰ میلادی، ۱۷۵۷۵ نفر جمعیت داشته است.

## جمعیت شناسی

### سرشماری ۲۰۱۰
در سرشماری ۲۰۱۰  جمعیت این شهر ۱۷۵۷۵ نفر که شامل ۵۸۱۷ خانوار و ۴۶۴۹ خانواده در این شهر زندگی می‌کردند.

### سرشماری ۲۰۰۰
در سرشماری ۲۰۰۰ جمعیت این شهر ۱۳۷۸۳ نفر که شامل ۴۳۹۸ خانوار و ۳۶۸۹ خانواده در این شهر زندگی می‌کردند. 